# Annamaria Serturini
 Annamaria Serturini (Alzano Lombardo, 1998. május 13. –) olasz női válogatott labdarúgó.

## Pályafutása
A Brescia ifjúsági csapatában nevelkedett és szinte rögtön mély benyomást keltett játékával, mellyel kiérdemelte a 2014–15-ös idényben a kezdőcsapatban való részvételt.
A legfelsőbb osztályban 2014. november 8-án mutatkozhatott be a Pink Bari ellen. Bár a keret erős játékosállománya nem tette lehetővé a fiatal játékos állandó szereplését, két mérkőzéssel fejezte be első szezonját, ahol bajnoki ezüstérmet és olasz kupagyőzelmet szerzett társaival.
Következő évében álomszerű rajtot vett csapata és a szuperkupát megnyerve hangoltak a bajnoki szezonra. A bajnokságban Serturini már az 1. fordulóban két gólt szerzett, az év folyamán pedig 16 bajnokin 4 góljával járult hozzá a klub bajnoki címéhez. 2015. november 11-én a Fortuna Hjørring ellen Cristiana Girelli helyére beállva a Bajnokok Ligájában is részt vehetett.
2016–2017-ben 13 meccsen 3 találatot jegyezhetett fel a Brescia ezüstérmes csapatában.
Az élvonalba feljutott Pink Bari gárdájához szerződött 2017 nyarán, a 24 meccsen szerzett 4 gólja és az országos kupában százszázalékos (5 mérkőzés/5 gól) teljesítménye a AS Roma újonnan megalakult női szakosztályának érdeklődését is felkeltette. Rómába költözése a nyár folyamán vált biztossá és klubja első élvonalbeli mérkőzésén góllal mutatkozott be a Sassuolo elleni vereség alkalmával.

### A válogatottban
2019. január 18-án Chile ellen szerepelt első alkalommal a válogatottban. Részt vett a 2019-es világbajnokságon. 

## Sikerei

### Klubcsapatokban
Olasz bajnok (2):
- Brescia (1): 2015–16
- Roma (1): 2022–23

 Olasz kupagyőztes (3):
- Brescia (2): 2014–15, 2015–16
- Roma (1): 2020–21

 Olasz szuperkupa-győztes (3):
- Brescia (2): 2015, 2016
- Roma (1): 2022

### A válogatottban
Olaszország
- Algarve-kupa ezüstérmes (1): 2022[3]
- Ciprus-kupa ezüstérmes (1): 2019[4]
- U17-es világbajnoki bronzérmes (1): 2014
- U17-es Európa-bajnoki bronzérmes (1): 2014

## Statisztikái

### A válogatottban
2022. február 23-ával bezárólag
| Válogatott  | Szezon   | Mérk. | Gól |
| ----------- | -------- | ----- | --- |
| Olaszország |          |       |     |
| 2019        | 9        | 1     |     |
| 2021        | 6        | 0     |     |
| 2022        | 3        | 0     |     |
| 2023        | 3        | 0     |     |
| Összesen    | Összesen | 21    | 1   |

| Olaszország színeiben szerzett góljai | Olaszország színeiben szerzett góljai | Olaszország színeiben szerzett góljai | Olaszország színeiben szerzett góljai | Olaszország színeiben szerzett góljai | Olaszország színeiben szerzett góljai | Olaszország színeiben szerzett góljai |
| ------------------------------------- | ------------------------------------- | ------------------------------------- | ------------------------------------- | ------------------------------------- | ------------------------------------- | ------------------------------------- |
|                                       |                                       |                                       |                                       |                                       |                                       |                                       |
| Gól                                   | Dátum                                 | Helyszín                              | Ellenfél                              | Találat                               | Eredmény                              | Esemény                               |
| 1                                     | 2019. március 1.                      | GSZ Stadion, Lárnaka, Ciprus          | Magyarország                          | 3–0                                   | 3–0                                   | Ciprus-kupa                           |